# Aklim
Aklim (arab. أكليم) – miasto, zamieszkane przez ok. 9 500 ludzi, w Maroku, w Regionie Wschodnim.